# Chiesa di Santa Maria Maddalena (Tornaco)
La chiesa di Santa Maria Maggiore è la parrocchiale di Tornaco, in provincia e diocesi di Novara; fa parte dell'unità pastorale della Bassa Novarese.

## Storia
Già nel X secolo a Tornaco sorgevano due chiesette, che erano dedicate rispettivamente a sant'Eusebio e a san Pietro.
L'originaria cappella di Santa Maria Maddalena venne costruita nel XII secolo, per poi venir rimaneggiata nel Cinquecento, dato che nel 1594 il vescovo Carlo Bascapè trovò che era a tre navate; in quell'occasione il presule celebrò la consacrazione.
L'edificio fu interessato da un rifacimento nel 1630, allorché si procedette alla realizzazione di due ulteriori navate e delle cappelle laterali.

## Descrizione

### Esterno
La convessa facciata a salienti della chiesa, rivolta a ponente e suddivisa da una cornice marcapiano in due registri, entrambi scanditi da paraste, presenta in quello inferiore i tre portali d'ingresso, mentre in quello superiore, raccordato al pianterreno da due volute e coronato dal timpano curvilineo, una finestra oppilata.
Annesso alla parrocchiale è il campanile a base quadrata; la cella presenta una monofora su ogni lato ed è coronata dalla guglia piramidale.

### Interno
L'interno dell'edificio si compone di cinque navate, separate da pilastri, abbelliti da lesene, che sorreggono degli archi a tutto sesto, sopra cui corre la cornice modanata, sulla quale si imposta la volta; al termine dell'aula si sviluppa il presbiterio, sopraelevato di tre gradini e chiuso dall'abside.
Qui sono conservate diverse opere di pregio, tra le quali il marmoreo altare maggior, costruito dai fratelli Colombara nel 1789, e l'affresco raffigurante la Madonna con i Santi Pietro e Francesco, dipinto nel 1524.